# Kretoszczurowate
Kretoszczurowate, dawniej: kretoszczury (Bathyergidae) – rodzina ssaków z infrarzędu jeżozwierzokształtnych (Hystricognathi) w obrębie rzędu gryzoni (Rodentia).

## Rozmieszczenie geograficzne
Rodzina obejmuje 11 gatunków występujących na sawannach i pustyniach Afryki, od Sudanu i Nigerii do RPA. Ich siedlisko stanowią tereny porosłe roślinnością trawiastą i krzewiastą, zwykle suche bądź półsuche. Zapuszczają się na pola uprawne i do ogrodów. Nie stwierdza się natomiast kretoszczurowatych w lasach tropikalnych.

## Budowa

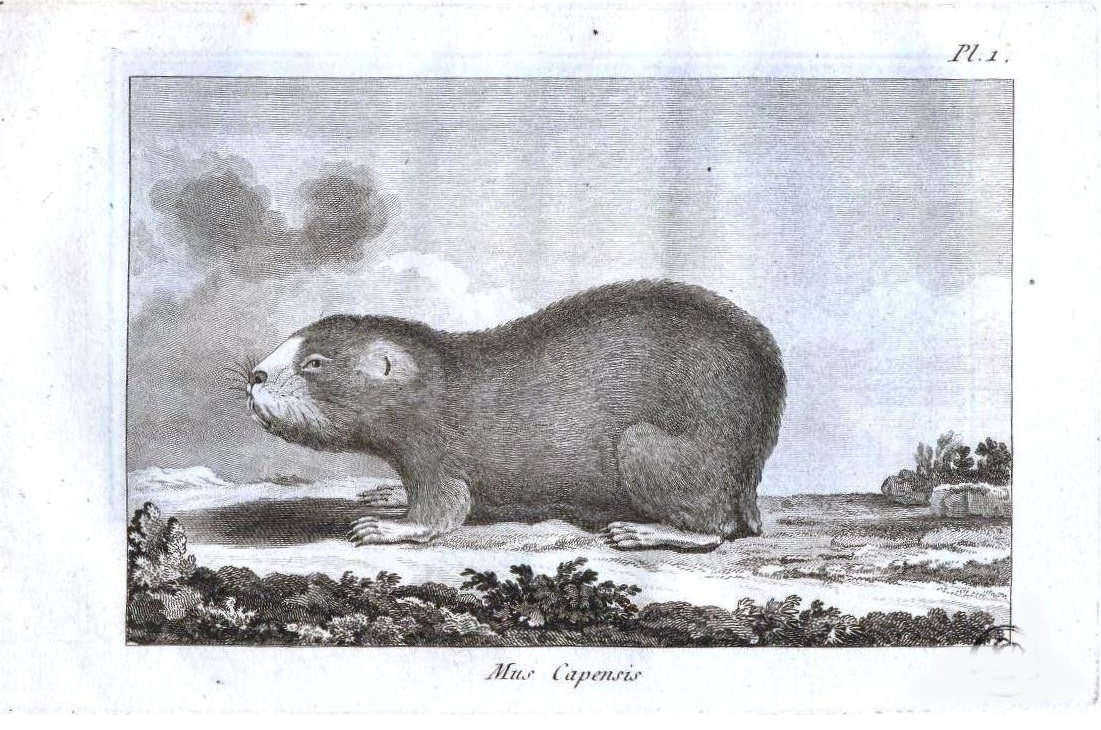
Piaskogrzeb przylądkowy na rycinie Carla Thunberga (Voyages de C.P. Thunberg, au Japon, 1796)

Mają krępe ciało o całkowitej długości od 10 do 30 cm. Przykładowo kretoszczur olbrzymi z południa Afryki mierzy nawet ponad 30 cm długości przy masie ciała półtora kg.
Zwierzęta te rozwinęły szereg przystosowań do podziemnego trybu życia. Przypominają przez to inne podziemne gryzonie, jak ślepce, tukotukowate czy gofferowate. Podobieństwa wynikają jednak z konwergencji, a nie wspólnego pochodzenia. Tak więc mają kretoszczurowate cylindryczne ciało porosłe sierścią. Oczy ich uległy istotnej redukcji, tak samo małżowiny uszne. Jamę gębową otacza fałd skórny chroniący przed ziemią. Siekacze mają potężne, używają ich bowiem w kopaniu korytarzy. Nozdrza chronią przed ziemią fałdy skórne. Kończyny są zaś silne.
Kretoszczurowate przystosowały się do życia w warunkach niskiej dostępności tlenu.
Stopień dostosowania do fosorialnego trybu życia zależy jednak od taksonu. Najmniejszy stopień wykazuje on u kretoszczura, który kopie w ziemi za pomocą przednich łap, a nie siekaczy, jak to czynią jego krewni. Żeruje on też często na powierzchni. Inne gatunki prowadzą bardziej podziemny tryb życia, zwłaszcza kretoszczurek i piaskogrzeb.

## Systematyka i nazewnictwo

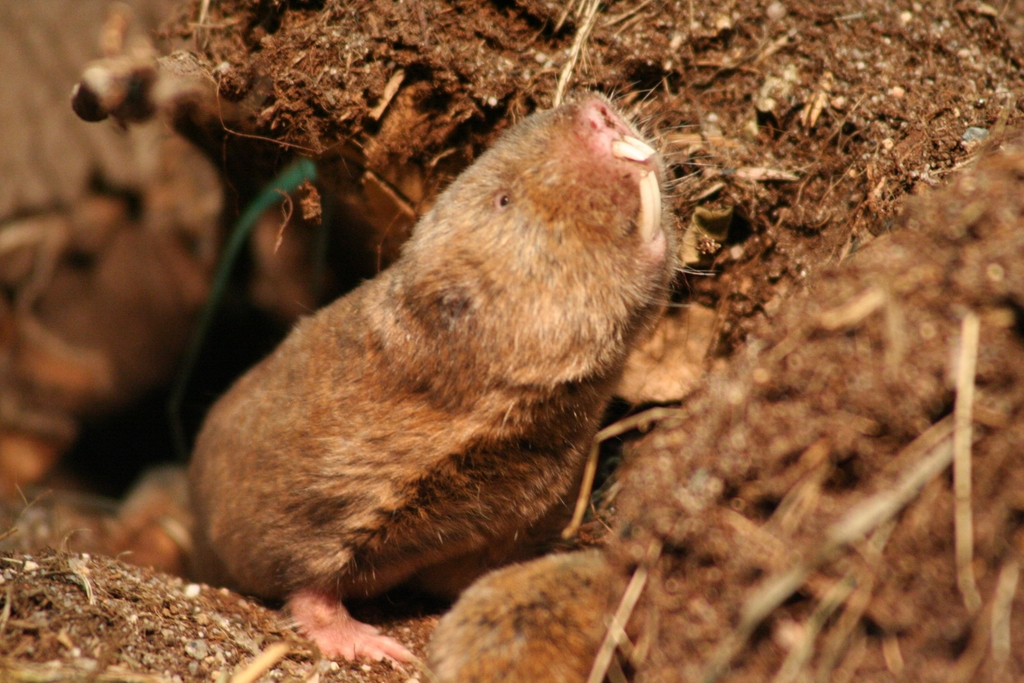
Zęboszczur zaroślowy

Do rodziny kretoszczurowatych należą następujące żyjące współcześnie rodzaje:
- Heliophobius W. Peters, 1846 – kretoszczurek
- Bathyergus Illiger, 1811 – kretoszczur
- Georychus Illiger, 1811 – piaskogrzeb – jedynym żyjącym współcześnie przedstawicielem jest Georychus capensis (Pallas, 1778) – piaskogrzeb przylądkowy
- Cryptomys J.E. Gray, 1864 – ziemioryjka
- Fukomys Kock, Ingram, Frabotta, Honeycutt & Burda, 2006 – zęboszczur

Opisano też kilka rodzajów wymarłych:
- Bathyergoides Stromer, 1923[30]
- Geofossor Mein & Pickford, 2003[31]
- Gypsorhychus Broom, 1930[32]
- Microfossor Mein & Pickford, 2008[33] – jedynym przedstawicielem był Microfossor biradiculatus Mein & Pickford, 2008
- Proheliophobius Lavocat, 1973[34] – jedynym przedstawicielem był Proheliophobius leakeyi Lavocat, 1973
- Richardus Lavocat, 1988[35] – jedynym przedstawicielem był Richardus excavans Lavocat, 1988

Wyodrębnianiu się taksonów kretoszczurowatych pomimo nieznacznych różnic między nimi sprzyja ich podziemny tryb życia. Znakomicie utrudnia on rozprzestrzenianie się zwierząt, nie odbywających dalekich podróży. Utrudnia to kontakty pomiędzy osobnikami mieszkającymi daleko od siebie, ułatwia natomiast specjację.
W przeszłości do rodziny kretoszczurowatych zaliczano również gryzonie umieszczane obecnie w rodzinie golcowatych, przyznając im rangę osobnej podrodziny. Obecnie traktuje się je jako odrębną rodzinę, nie zaliczając ich już do kretoszczurowatych. Niemniej niektórzy autorzy podtrzymują starszy pogląd.
W polskiej literaturze zoologicznej dla oznaczenia rodziny Bathyergidae była w przeszłości używana nazwa zwyczajowa „kretoszczury”. W wydanej w 2015 roku przez Muzeum i Instytut Zoologii Polskiej Akademii Nauk publikacji „Polskie nazewnictwo ssaków świata” nazwę kretoszczury nadano podrodzinie Bathyerginae, dla rodziny Bathyergidae przeznaczając nazwę kretoszczurowate.

## Tryb życia

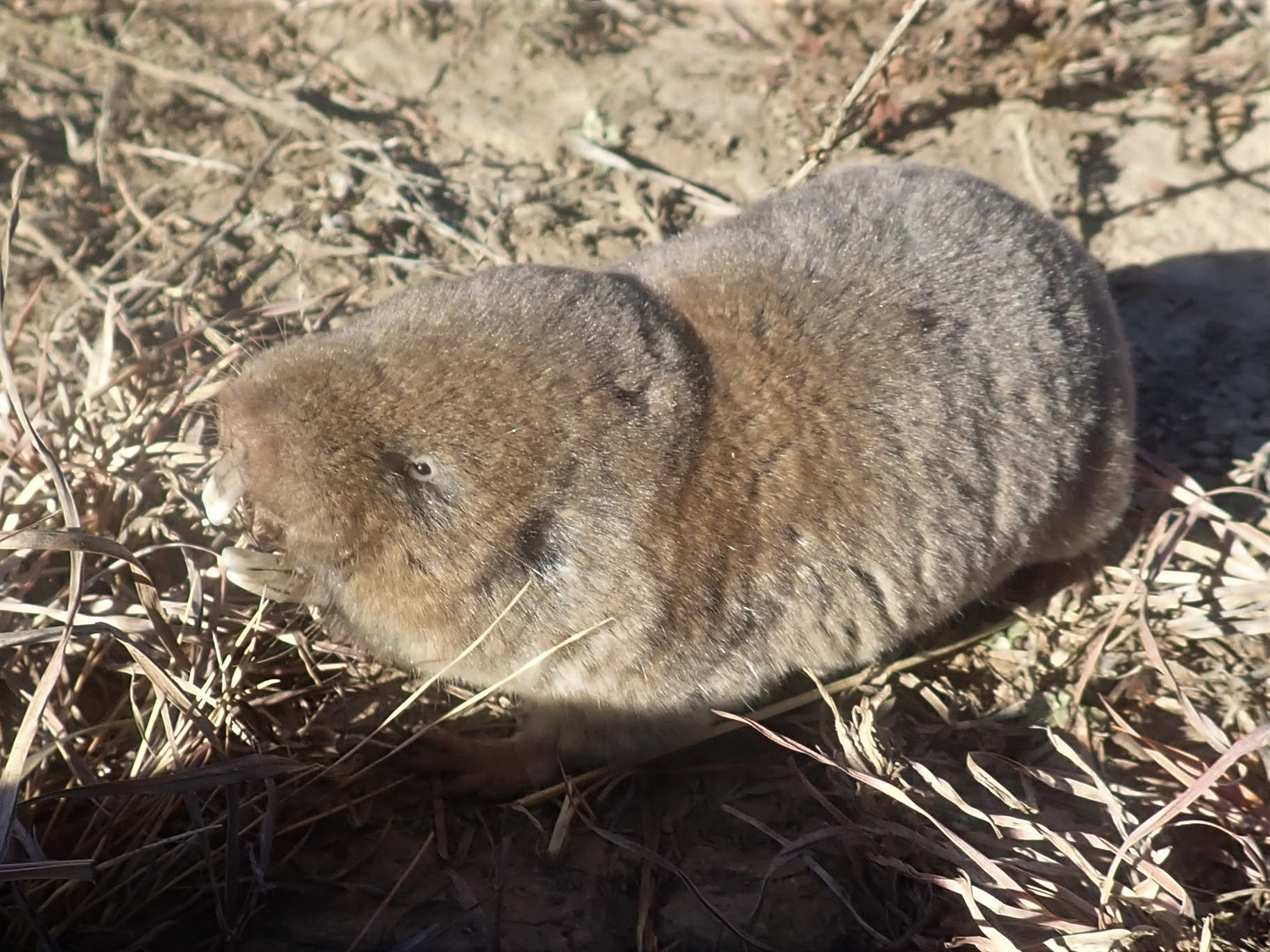
Ziemioryjka hotentocka

Kretoszczurowate żyją zazwyczaj pod ziemią, w większym bądź mniejszym stopniu. Bardziej naziemny tryb życia wiedzie kretoszczur olbrzymi, żywiący się w 3/5 naziemnymi roślinami. Znacznie bardziej podziemny tryb życia wiodą piaskogrzeb czy kretoszczurek. Gatunki podziemne żywią się bulwami, kłączami, korzeniami.
Zwierzęta te prowadzą samotne życie, jak kretoszczur, piaskogrzeb czy kretoszczurek, bądź też żyją w grupie, często licznej w osobniki, budując razem rozległe systemy korytarzy podziemnych. Społeczne kretoszcurowate potrafią komunikować się ze sobą za pomocą dźwięków czy też uderzania w rytmie głową i kończynami o strop czy spód tunelu. Przebywają także ze sobą, ogrzewając się wzajemnie. Zachowania takie przejawiają przedstawiciele rodzajów zęboszczur i ziemioryjka, w największym jednak stopniu rozwinęły się one u zęboszczura kolonijnego, w przypadku którego można wręcz mówić o eusocjalności jak u golcowatych.

## Rozmnażanie
Rozród odbywa się na powierzchni ziemi, gdzie łatwiej znaleźć niespokrewnionego bliżej osobnika. W przypadku samotnie żyjących kretoszczurowatych występuje okres rozrodczy, podczas gdy taksony społeczne praktykują rozród niezależnie od pory roku. W ich przypadku zazwyczaj wiele samic i samców w jednej kolonii przekazuje swe geny następnemu pokoleniu. Jednakże w razie eusocjalności rozmnaża się pojedyncza samica w grupie.
Po zapłodnieniu dochodzi co ciąży trwającej od 50 do 100 dni. Może do niej dochodzić u niektórych taksonów więcej niż raz do roku. Kończy się ona porodem od jednego do czterech młodych. Długość życia jest pokaźna w związku z mniejszym niż u gryzoni naziemnych zagrożeniem ze strony drapieżników i niesprzyjających warunków zewnętrznych.

## Status
Człowiek tępi kretoszczurowate, jako że potrafią się one zapuszczać na pola, gdzie uprawia się maniok czy bataty. Ich obecność może przynieść według rolników istotne szkody. Jednakże nie przekłada się to na zagrożenie wyginięciem. Rodzina obejmuje tylko jeden gatunek narażony na wyginięcie.